# Gus Mercurio
Augustino Eugenio Mercurio, detto Gus (West Bend, 10 agosto 1928 – Melbourne, 7 dicembre 2010), è stato un pugile e attore statunitense naturalizzato australiano.

## Biografia

### Origini
Di origini siciliane, nacque a West Bend, nel Wisconsin, nel 1928. Era il figlio maggiore di Vincent A. Mercurio e Cecilia W. "Mickey" Miller. Aveva due sorelle, Gerie e Connie, e un fratello, Tony. Il maggiore dei Mercurio era un membro della Famiglia di Milwaukee e, secondo un dei suoi figli, era verbalmente ed emotivamente violento. I suoi genitori divorziarono quando lui aveva sette anni.
Prestò servizio nella Marina Militare degli Stati Uniti, poi nell'United States Marine Corps, e successivamente divenne chiropratico. Visitò l'Australia per la prima volta durante i Giochi della XVI Olimpiade nel 1956 e da lì decise di rimanervi. Lavorò come chiropratico nella zona di Victoria per oltre un decennio prima di diventare noto sui media e acquisire la cittadinanza australiana.

### Carriera sportiva
La sua famiglia aveva stretti legami con la boxe. Suo padre aveva praticato l'attività a livello professionistico con il nome di Vince McGurk, e uno dei suoi zii l'aveva praticato livello professionistico con il nome di Ray Miller. Iniziò a praticare la boxe mentre era nei Marines, e divenne professionista dopo aver lasciato il servizio. Partecipò a due incontri di pugilato professionistico nel 1950, perdendoli entrambi. In seguito al suo trasferimento a Melbourne nel 1956 decise di lavorare come allenatore di pugilato.
Fece anche da giudice internazionale e da promotore di pugilato. Rimanendo vicino al pugilato, giudicò 149 incontri professionistici e, dal 1970 al 1986, arbitrò 89 incontri, inclusi alcuni incontri per il campionato del mondo, come quello del 1985 tra Barry Michael e Lester Ellis, che fu un importante evento sportivo in Australia. Fu anche giudice di diversi incontri per il titolo mondiale, tra cui: Roy Jones Jr. contro Clinton Woods, Pernell Whitaker contro Gary Jacobs, Azumah Nelson contro Juan LaPorte e Rocky Mattioli contro Elisha Obed.
Fu un commentatore fisso del World of Sport su Channel 7, dal 1976 fino alla fine del programma nel 1987. La sua presenza nel programma lo ha portato a essere quello che il The Sydney Morning Herald ha descritto come "uno dei volti più riconosciuti e amati della televisione australiana". Fu anche il conduttore cinematografico di Saturday Night with Gus Mercurio su Channel 10.
In seguito divenne il primo presidente dell'Australian National Boxing Hall of Fame, nella quale venne inserito nel 2008.

### Carriera d'attore
Apparve in diverse serie televisive australiane, tra cui Cash and Company, Tandarra, Power Without Glory, Homicide, Division 4 e Matlock Police. Tra le sue apparizioni cinematografiche figurano Laguna blu, L'uomo del fiume nevoso, Turkey Shoot, Mr. Crocodile Dundee 2, Ritorno alla laguna blu e Doing Time for Patsy Cline.

### Vita privata
Fu sposato due volte. Dai matrimoni ebbe 7 figli, tra cui l'attore Paul Mercurio.
Morì all'età di 82 anni il 7 dicembre 2010 a causa di complicazioni durante un intervento chirurgico per un aneurisma toracico.

## Filmografia parziale

### Cinema
- Raw Deal, regia di Russell Hagg (1977)
- Laguna blu (The Blue Lagoon), regia di Randal Kleiser (1980)
- L'uomo del fiume nevoso (The Man from Snowy River), regia di George Miller (1982)
- Mr. Crocodile Dundee 2 (Crocodile Dundee II), regia di John Cornell (1988)
- Ritorno alla laguna blu (Return to the Blue Lagoon), regia di William A. Graham (1991)
- Jack colpo di fulmine (Lightning Jack), regia di Simon Wincer (1994)
- Dalkeith, regia di Lee Sheehan (2002)

### Televisione
- Cash and Company – serie TV, 13 episodi (1975)
- Tandarra – serie TV, 13 episodi (1976)
- I Sullivans (The Sullivans) – serie TV, 9 episodi (1978)
- Five Mile Creek – serie TV, 37 episodi (1983-1985)
- Incontri ravvicinati (Official Denial), regia di Brian Trenchard-Smith (1993)
- Time Trax – serie TV, un episodio (1993)
- Le nuove avventure di Flipper (Flipper) – serie TV, 66 episodi (1996-2000)
- Neighbours – serie TV, un episodio (1997)
- Blue Heelers - Poliziotti con il cuore (Blue Heelers) – serie TV, 2 episodi (2001-2004)

## Doppiatori italiani
Nelle versioni in italiano delle opere in cui ha recitato, Gus Mercurio è stato doppiato da:
- Enzo Tarascio in Così scorre il fiume
- Carlo Reali in Le nuove avventure di Flipper (st. 2-3)
- Dario De Grassi in Le nuove avventure di Flipper (st. 4)